# شهامة (خلق)
الشهامة لغة: مصدر شهم، وهذه المادة تدلُّ على الذكاء.
والشهم: الذكي الفؤاد المتوقد، الجلد، وقد شهم الرجل، بالضم، شهامة وشهومة إذا كان ذكيًّا، فهو شهم أي جلد.
وقيل: الشهم معناه في كلام العرب: الحمول، الجيد القيام بما يحمل، الذي لا تلقاه إلا حمولًا، طيب النفس بما حمل.
والشهامة اصطلاحًا:
قيل هي: (الحرص على الأمور العظام؛ توقعًا للذكر الجميل عند الحقِّ والخلق.
وقيل هي: (عزة النفس وحرصها على مباشرة أمور عظيمة، تستتبع الذكر الجميل).

## شواهد «الشهامة» من القرآن
- قال سبحانه وتعالى (في سورة النساء): ﴿وَلَا تَهِنُوا فِي ابْتِغَاءِ الْقَوْمِ إِنْ تَكُونُوا تَأْلَمُونَ فَإِنَّهُمْ يَأْلَمُونَ كَمَا تَأْلَمُونَ وَتَرْجُونَ مِنَ اللَّهِ مَا لَا يَرْجُونَ وَكَانَ اللَّهُ عَلِيمًا حَكِيمًا ۝١٠٤﴾ [النساء:104]
قال السعدي: (ذكر سبحانه ما يقوِّي قلوب المؤمنين، فذكر شيئين؛ الأول: أن ما يصيبكم من الألم والتعب والجراح ونحو ذلك فإنه يصيب أعداءكم، فليس من المروءة الإنسانية والشـهامة الإسلامية أن تكونوا أضعف منهم، وأنتم وإياهم قد تساويتم فيما يوجب ذلك؛ لأن العادة الجارية لا يضعف إلا من توالت عليه الآلام، وانتصر عليه الأعداء على الدوام، لا من يدال مرة، ويدال عليه أخرى).[4]
- قال تعالى (في سورة القصص): ﴿وَلَمَّا وَرَدَ مَاءَ مَدْيَنَ وَجَدَ عَلَيْهِ أُمَّةً مِنَ النَّاسِ يَسْقُونَ وَوَجَدَ مِنْ دُونِهِمُ امْرَأَتَيْنِ تَذُودَانِ قَالَ مَا خَطْبُكُمَا قَالَتَا لَا نَسْقِي حَتَّى يُصْدِرَ الرِّعَاءُ وَأَبُونَا شَيْخٌ كَبِيرٌ ۝٢٣ فَسَقَى لَهُمَا ثُمَّ تَوَلَّى إِلَى الظِّلِّ فَقَالَ رَبِّ إِنِّي لِمَا أَنْزَلْتَ إِلَيَّ مِنْ خَيْرٍ فَقِيرٌ ۝٢٤﴾ [القصص:23–24].
قال ابن عطية: (استعمال السؤال بالخطب إنما هو في مصاب، أو مضطهد، أو من يشفق عليه، أو يأتي بمنكر من الأمر، فكأنه بالجملة في شر فأخبرتاه بخبرهما).[5]
وقال الحجازي: (فثار موسى، وتحركت فيه عوامل الشَّهامة والرجولة، وسقى لهما، وأدلى بدلوه بين دلاء الرجال حتى شربت ماشيتهما).[6]

## شواهد الشهامة من السنة النبوية
- عن أنس بن مالك  قال: | شهامة (خلق) | ( كان رسول الله ﷺ أحسن الناس، وأجود الناس، وأشجع الناس، قال: وقد فزع أهل المدينة ليلة سمعوا صوتًا، قال: فتلقاهم النبي ﷺ على فرس لأبي طلحة عُرْيٍ*، وهو متقلِّد سيفه، فقال: لم تراعوا** ، لم تراعوا، ثم قال رسول الله ﷺ: وجدته بحرًا***، يعني الفرس ). | شهامة (خلق) |

(*)عُرْيٍ: أي لا سرج عليه ولا أداة. (**)لم تراعوا: كلمة تقال تأنسياً عند تسكين الروع وإظهارا للرفق بالمخاطب.(***)بحراً: أي واسع الجري.
قال القرطبي: (في هذا الحديث ما يدل على أن النبي ﷺ كان قد جمع له من جودة ركوب الخيل، والشَّجَاعَة، والشهامة، والانتهاض الغائي في الحروب، والفروسية وأهوالها، ما لم يكن عند أحد من الناس، ولذلك قال أصحابه عنه: إنه كان أشجع الناس، وأجرأ الناس في حال الباس، ولذلك قالوا: إن الشجاع منهم كان الذي يلوذ بجنابه إذا التحمت الحروب، وناهيك به؛ فإنه ما ولَّى قطُّ منهزمًا، ولا تحدث أحد عنه قط بفرار)
- عن عبد الله بن مسعود  قال: | شهامة (خلق) | (إنَّ النبي ﷺ لما رأى من الناس إدبارًا، قال: اللهم سبع كسبع يوسف* ، فأخذتهم سنة حَصَّتْ** كل شيء، حتى أكلوا الجلود والميتة والجيف*** ، وينظر أحدهم إلى السماء، فيرى الدخان من الجوع، فأتاه أبو سفيان، فقال: يا محمد، إنك تأمر بطاعة الله، وبصلة الرحم، وإنَّ قومك قد هلكوا، فادع الله لهم)). | شهامة (خلق) |

(*)كسبع يوسف: أي كالسنوات السبع الشداد التي كانت في زمن يوسف، (**)حَصَّت: استأصلت، (***)الجِيَف: جمع جيفة، أي الميتة التي أنتنت.
قال ابن حجر: (قوله: فقيل: يا رسول الله استسق الله لمُضَر؛ فإنها قد هلكت. إنَّما قال لمضر؛ لأن غالبهم كان بالقرب من مياه الحجاز، وكان الدعاء بالقحط على قريش وهم سكان مكة فسرى القحط إلى من حولهم، فحسن أن يطلب الدعاء لهم، ولعل السائل عدل عن التعبير بقريش؛ لئلا يذكرهم فيذكِّر بجرمهم، فقال: لمضر؛ ليندرجوا فيهم، ويشير أيضًا إلى أنَّ غير المدعو عليهم قد هلكوا بجريرتهم، وقد وقع في الرواية الأخيرة: وإن قومك هلكوا. ولا منافاة بينهما؛ لأنَّ مُضر أيضًا قومه وقد تقدم في المناقب أنه ﷺ كان من مضر، قوله فقال رسول الله ﷺ لمضر: إنك لجريء، أي: أتأمرني أن أستسقي لمضر مع ما هم عليه من المعصية والإشراك به؟!).
فالنبي ﷺ رغم عداوة قريش وإيذائها للمؤمنين، لما جاءه أبو سفيان يطلب منه الاستسقاء لم يرفض لحسن خلقه، وشهامته، ورغبته في هدايتهم، فإنَّ الشهامة ومكارم الأخلاق مع الأعداء، لها أثر كبير في ذهاب العداوة، أو تخفيفها.

## نماذج من الشهامة

### المصطفىﷺ
-عن أبي إسحاق قال سأل رجل البراء ، فقال يا أبا عمارة أَوَلَّيتم يوم حنين؟ قال البراء وأنا أسمع ((أما رسول الله ﷺ لم يُوَلِّ يومئذ وكان أبو سفيان بن الحارث آخذًا بعنان بَغْلَتِهُ، فلما غشيه المشركون نزل فجعل يقول: أنا النبي لا كذب، أنا ابن عبد المطلب)) 

### الصحابة
- وعن مولى عمر بن الخطاب  قال: (خرجت مع عمر بن الخطاب  إلى السوق، فلحقت عمر امرأة شابة، فقالت: يا أمير المؤمنين هلك زوجي وترك صبية صغارًا والله ما ينضجون كراعًا ولا لهم زرع ولا ضرع وخشيت أن تأكلهم الضبع وأنا بنت خفاف بن إيماء الغفاري وقد شهد أبي الحديبية مع النبي ﷺ. فوقف معها عمر ولم يمض ثم قال: مرحبًا بنسب قريب، ثم انصرف إلى بعير ظهير كان مربوطًا في الدار فحمل عليه غرارتين ملأهما طعامًا وحمل بينهما نفقة وثيابًا، ثم ناولها بخطامه، ثم قال: اقتاديه، فلن يفنى حتى يأتيكم الله بخير.. فقال رجل: يا أمير المؤمنين، أكثرت لها قال عمر: ثكلتك أمك، والله إني لأرى أبا هذه وأخاها، قد حاصرا حصنًا زمانًا فافتتحاه، ثم أصبحنا نستفيء سهمانهما فيه).[12]
- وفي حادثة تبين لنا شهامة عثمان بن طلحة ، تقول أمُّ سلمة  وانطلق زوجي أبو سلمة إلى المدينة ففرَّق بيني وبين زوجي وبين ابني. قالت: فكنت أخرج كلَّ غداة فأجلس بالأبطح، فما أزال أبكي حتى أمسي سنة أو قريبًا منها، حتى مرَّ بي رجل من بني عمي أحد بني المغيرة، فرأى ما بي فرحمني، فقال لبني المغيرة: ألا تخرجون هذه المسكينة، فرَّقتم بينها وبين زوجها وبين ولدها قالت: فقالوا: الحقي بزوجك إن شئت. قالت: وردَّ بنو عبد الأسد إليَّ عند ذلك ابني، قالت: فارتحلت بعيري ثم أخذت ابني فوضعته في حجري ثم خرجت أريد زوجي بالمدينة، قالت: وما معي أحد من خلق الله، قلت: أتبلغ بمن لقيت حتى أقدم على زوجي حتى إذا كنت بالتنعيم لقيت عثمان بن طلحة بن أبي طلحة أخا بني عبد الدار، فقال: أين يا بنت أبي أمية؟ قالت: أريد زوجي بالمدينة، قال: أو ما معك أحد؟ قلت: لا والله إلا الله وابني هذا، قال: والله ما لك من مترك، فأخذ بخطام البعير فانطلق معي يهوي به، فوالله ما صحبت رجلًا من العرب قط أرى أنه كان أكرم منه، كان إذا بلغ المنزل أناخ بي ثم استأخر عني، حتى إذا نزلنا استأخر ببعيري فحطَّ عنه، ثم قيَّده في الشجرة، ثم تنحَّى إلى شجرة فاضطجع تحتها، فإذا دنا الرواح قام إلى بعيري فقدمه فرحله، ثم استأخر عني فقال: اركبي، فإذا ركبت فاستويت على بعيري أتى فأخذ بخطامه فقاد بي حتى ينزل بي، فلم يزل يصنع ذلك بي حتى أقدمني المدينة، فلما نظر إلى قرية بني عمرو بن عوف بقباء قال: زوجك في هذه القرية - وكان أبو سلمة بها نازلًا - فادخليها على بركة الله، ثم انصرف راجعًا إلى مكة، قال: وكانت تقول: ما أعلم أهل بيت في الإسلام أصابهم ما أصاب أبو سلمة، وما رأيت صاحبًا قط كان أكرم من عثمان بن طلحة)).[13]
- عن عبد الرحمن بن عوف قال: (إنِّي لفي الصف يوم بدر، إذ التفت فإذا عن يميني وعن يساري فَتَيان حديثا السن، فكأني لم آمن بمكانهما، إذ قال لي أحدهما سرًّا من صاحبه: يا عم أرني أبا جهل. فقلت: يا ابن أخي، وما تصنع به؟ قال: عاهدت الله إن رأيته أن أقتله، أو أموت دونه. فقال لي الآخر سرًّا من صاحبه مثله، فما سرني أني بين رجلين مكانهما، فأشرت لهما إليه، فشدا عليه مثل الصقرين حتى ضرباه، وهما ابنا عفراء).[14]

قال ابن حجر: (قوله «الصقرين».. شبههما به لما اشتهر عنه من الشَّجَاعَة، والشهامة، والإقدام على الصيد، ولأنه إذا تشبث بشيء لم يفارقه حتى يأخذه).

## أقوال العلماء عن الشهامة
- قال الراغب الأصفهاني:| شهامة (خلق) | (الصبر يزيل الجزع، ويورث الشهامة المختصة بالرجولية.) | شهامة (خلق) |
- وقيل: (من سجايا الإسلام التحلي بكبر الهمة، مركز السالب والموجب في شخصك، الرقيب على جوارحك، كبر الهمة يجلب لك بإذن الله خيرًا غير مجذوذ؛ لترقى إلى درجات الكمال، فيجري في عروقك دم الشهامة، والركض في ميدان العلم والعمل، فلا يراك الناس واقفًا إلا على أبواب الفضائل، ولا باسطًا يديك إلا لمهمات الأمور).[17]
- قال ابن القيم: (حُرِّم -الذَّهَب- لما يورثه بملامسته للبدن من الأنوثة والتَّخَنُّث، وضد الشهامة والرجولة).[18]
- إنَّ خذلان المسلم لأخيه المسلم أمر تنكره الشريعة، وإن من حق المسلم على المسلم أن لا يخذله، (وهو إن حدث ذريعة لخذلان المسلمين جميعًا حيث تنتشر عدوى الأنانية وحب الذات، وإيثار الراحة والمصلحة الخاصة على مشاركة الغير آلامهم وآمالهم، فيكثر التَّنصل من المسؤولية بين المسلمين، حتى يقضي عليهم أعداؤهم واحدًا تلو الآخر، فتموت فيهم خلال الآباء، والشهامة، ونجدة الملهوف، وإغاثة المنكوب، وسوف يجنح المظلوم والضعيف إلى الأعداء طوعًا أو كرهًا، لما يقع به من ضيم وما يصيبه من خذلان من إخوانه ثم ينزوي بعيدًا عنهم، وتنقطع عرى الأخوة بينه وبين من خذلوه وأسلموه للأعداء)[19]

## أقوال الشعراء في الشهامة
قال الشاعر:

.
| جميعُ الكتبِ يدركُ مَن قراها   |  | فتورٌ أو كلالٌ أو سآمهْ       |
| سوى القرآنِ فافهمْ واستمعْ لي |  | وقول المصطفى يا ذا الشهامه |

وقال الشاعر: